# Jouko Salomäki
Jouko Johannes Salomäki (né le 26 août 1962 à Kauhajoki) est un lutteur finlandais, spécialiste de lutte gréco-romaine.
Il remporte le titre olympique en 1984.